# Femke Stoltenborg
Femke Stoltenborg (ur. 30 lipca 1991 r. w Winterswijk) – holenderska siatkarka, grająca na pozycji rozgrywającej. Od sezonu 2020/2021 występuje w niemieckiej drużynie SSC Palmberg Schwerin.

## Sukcesy klubowe
Superpuchar Holandii:
- 2010

Mistrzostwo Holandii:
- 2011

Mistrzostwo Niemiec:
- 2012, 2016, 2018

Superpuchar Polski:
- 2018

Mistrzostwo Polski:
- 2019

Mistrzostwo Rumunii:
- 2020

Superpuchar Niemiec:
- 2020

Puchar Niemiec:
- 2021

## Sukcesy reprezentacyjne
Volley Masters Montreux:
- 2015

Mistrzostwa Europy:
- 2015, 2017

Grand Prix:
- 2016